# Neckartäler Sandstein

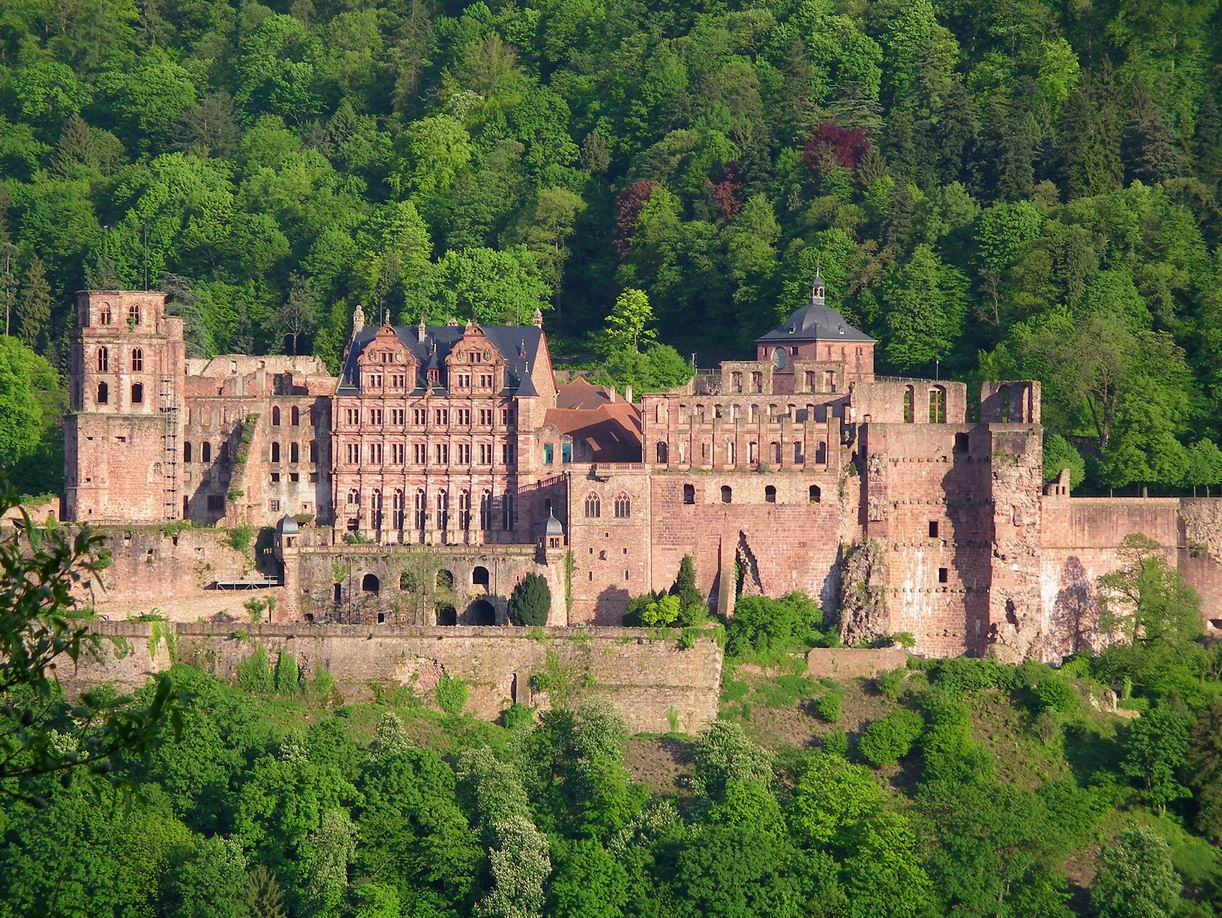
Das Heidelberger Schloss besteht aus rotem Neckartäler Sandstein

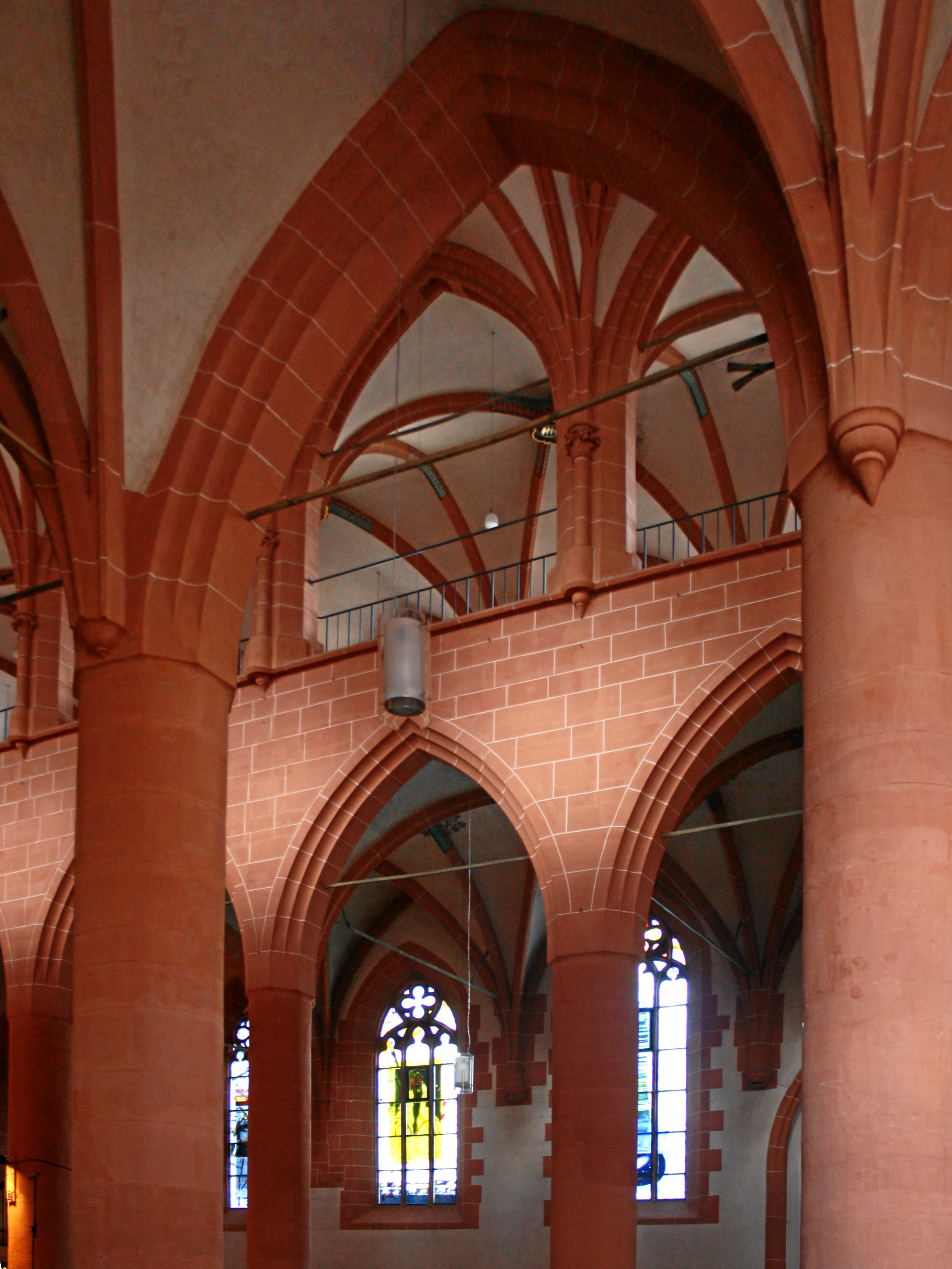
Langhaus der Heiliggeistkirche in Heidelberg mit Werksteinen aus Neckartäler Sandstein

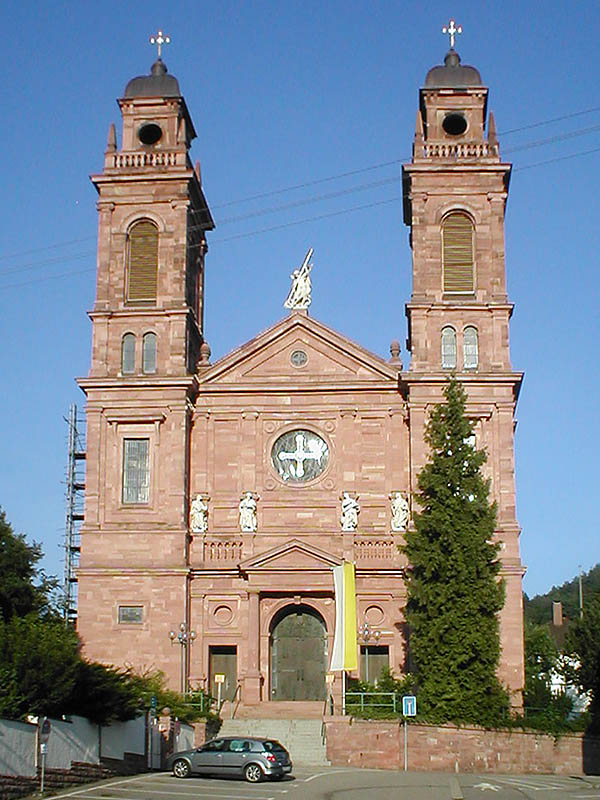
St. Johannes Nepomuk in Eberbach aus Neckartäler Sandstein

Der rötliche Neckartäler Sandstein, auch Neckartäler Hartsandstein genannt, wird nur noch in der Umgebung von Eberbach in Baden-Württemberg abgebaut. Der feldspatführende Sandstein mit Gesteinsbruchstücken entstand im Mittlerem Buntsandstein.

## Geologie
In Mitteleuropa erstrecken sich die Buntsandsteine über ein Gebiet von Frankreich und Luxemburg im Westen bis nach Polen und Belarus im Osten und vom Süden der Schweiz bis nach Skandinavien im Norden. Da das Klima in der Buntsandsteinzeit zwischen wechselfeucht und trocken schwankte, sind in dieser lebensfeindlichen Umgebung fossile Ablagerungen von Pflanzen und Tieren selten. Im Unteren Buntsandstein entstanden Sandablagerungen in Flachmeeren in roter Färbung, selten auch als gelblich-graue bis weißliche Schichten. Die Ablagerung verdichteten und verfestigten sich zu Sandsteinen.

## Gesteinsbeschreibung
Der fein- bis mittelkörnige Neckartäler Sandstein ist selten grobkörnig. Er ist blassrot mit gelblichroter Fleckung und teilweise mit weißer Flammung. Seine Lagerung ist meist parallel- und schräggeschichtet. Charakteristisch für diesen Sandstein sind stecknadelkopfgroße Limonitnester, die gleichmäßig im Gestein verteilt sind. Es kommen auch mehrere Zentimeter große Tongallen vor. Die Größe der Mineralkörner beträgt im Mittel 0,22 Millimeter. Die markante blassrote Farbe rührt von dünnen Häutchen aus Eisenoxid bzw. Eisenhydroxiden her, welche die einzelnen Mineralkörner umschließen.

## Mineralbestand
Die Komponenten des Neckartäler Sandsteins bestehen aus 55 Prozent Quarz, 25 Prozent Gesteinsbruchstücken, 22 Prozent Alkalifeldspat sowie den Akzessorien Muskovit, Rutil, Turmalin, Zirkon und anderen opaken Mineralkörnern. Das Bindemittel ist tonig-ferritisch (Ton-Eisen) und auch kieselig (Kieselsäure). Dieser Sandstein ist mäßig bis gut verwitterungsbeständig und er sandet, blättert und schalt ab. Eine typische Erscheinung für den Neckartäler Sandstein ist das Herauswittern der Limonitnester.

## Verwendung und Vorkommen

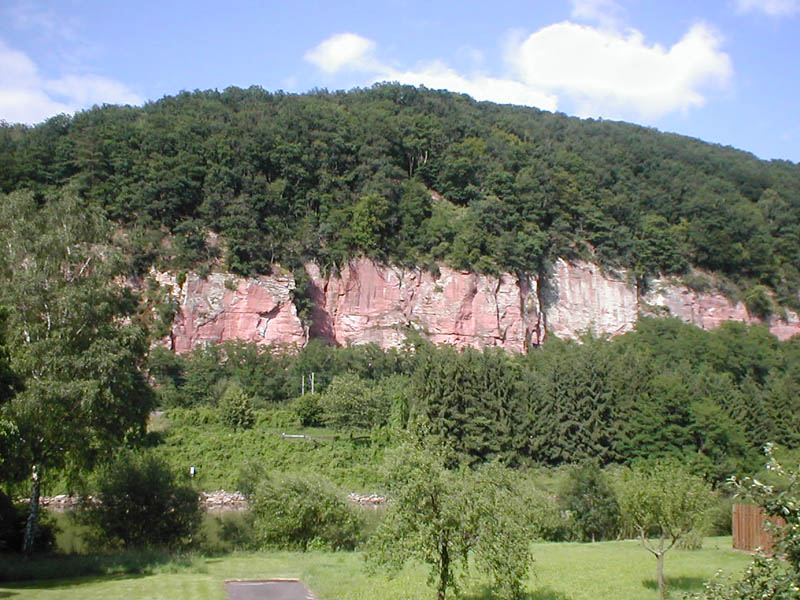
Steinbruch an der Formation Teufelskanzel des Neckartäler Sandsteins bei Eberbach

Verwendet wird dieser Sandstein als Mauerstein für Massivbauten, Pflaster- und Bordsteine, Boden- und Treppenbelag, für Grabmale und in der Bildhauerei seltener, da er bereichsweise grob gekörnt ist. Verbaut wurde Neckartäler Sandstein am Heidelberger Schloss, an der Heiliggeistkirche in Heidelberg, der Alten Brücke in Heidelberg, der Kirche St. Johannes Nepomuk und der Evangelischen Kirche sowie an der Burgruine in Eberbach. Er wurde aber auch für Uferbauten verwendet.

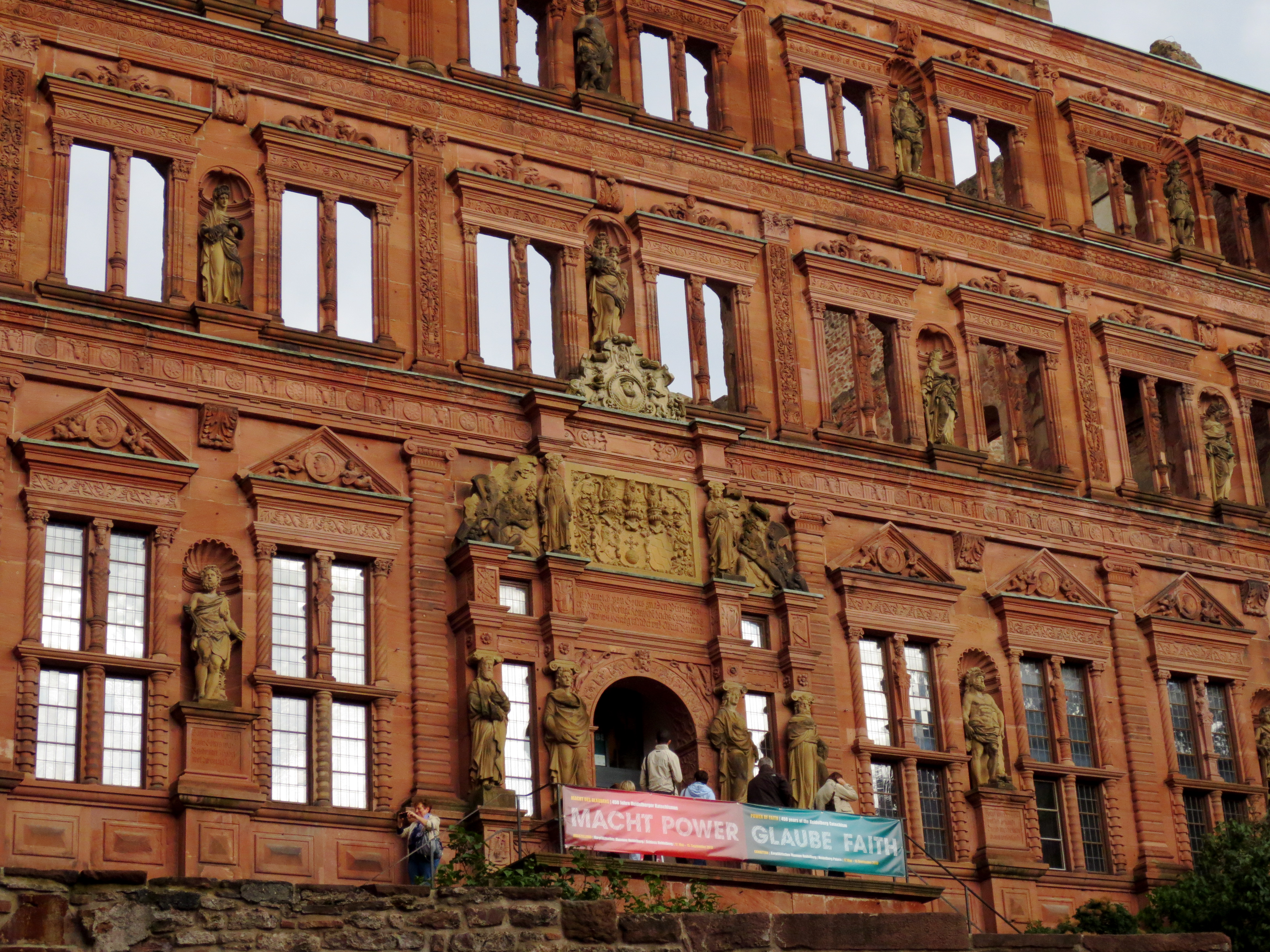
Fassade des im Pfälzischen Erbfolgekrieg zerstörten Ottheinrichsbaus

Buntsandsteinbrüche bei Eberbach befinden sich bei der Gaimühle und am Kranichberg. Die Steinbrüche zwischen Riesenstein bis zum Wolfsbrunnen bei Schlierbach, aus denen die Bausteine des Ottheinrichsbau und Friedrichsbau des Heidelberger Schlosses entnommen wurden, sind schon sehr lange aufgelassen.
Teilweise sind Odenwälder Sandstein und Roter Mainsandstein wie beispielsweise der Miltenberger Sandstein makroskopisch vom Neckartäler Sandstein kaum unterscheidbar. Eine Unterscheidung ist in diesen Fällen nur durch wissenschaftliche petrologische Untersuchungen in gesteinskundlichen Laboren möglich, sofern erforderlich.